# مازن الجراح الصباح
مازن جراح صباح المحمد الصباح (23 ديسمبر 1962 -)؛ هو لواء كويتي سابق في وزارة الداخلية الكويتية، وابن حفيد حاكم الكويت السادس الشيخ محمد بن صباح الصباح والشقيق الأصغر لوزير الديوان الأميري الكويتي السابق الشيخ علي جراح الصباح ووزير الداخلية الكويتي السابق الشيخ خالد الجراح الصباح.

## مسيرته
بدأ اللواء السابق مازن جراح صباح المحمد الصباح حياته العملية ضابطًا برتبة ملازم ثاني في وزارة الدفاع الكويتية، وما لبث سنوات قليلة فيها حتى نقل خدماته إلى وزارة الداخلية الكويتية وتدرج فيها بالمناصب والرتب ومنها مدير مباحث المخدرات في منطقتي الجهراء والفروانية، ومن ثم مساعد مدير في الإدارة العامة للمباحث الجنائية لشؤون المحافظات، ومن ثم مديرًا عامًا للإدارة العامة للمباحث الجنائية لشؤون المحافظات، حتي وصل إلى رتبة لواء وتم تعيينه وكيل وزارة مساعدًا لشؤون الجنسية والجوازات 2014 - 2018 (والذي في عهده تم إصدار الجواز الكويتي الإلكتروني)، ومن ثم وكيل وزارة مساعد لقطاع شؤون التعليم والتدريب.

## حياته الأسرية
مازن بن جراح بن صباح بن محمد بن صباح بن جابر بن عبد الله الصباح متزوج ولديه من الأبناء:
- الشيخة دانة.
- الشيخة شيخة.
- الشيخة الزين.
- الشخية غلا.
- الشيخة حلا.

## إتهامه وإخلاء سبيله
في 2020 وُجه له اتهام مُباشر من النيابة العامة الكويتية إلى مازن الجراح تتهمه بقضية الاتجار بالبشر بعد أن تمكنت الأجهزة الأمنية الكويتية من الوصول إلى عصابة بنغالية إمتهنت التجارة بالبشر، من خلال إستغلالهم مناصب يشغلونها في شركات كبرى في الكويت، وأحد أفراد العصابة هو مرشح سابق ونائب في مجلس الأمة الكويتي بالإضافة إلى النائب البنغالي محمد شهيد إسلام. وفي مارس من عام 2022 قررت محكمة الجنايات الكويتية إخلاء سبيله بلا ضمان
في سنة 2022 صدر حكم نهائي من محكمة التمييز بحبسه 7 سنوات مع الشغل والنفاذ .